# 78123 Dimare
78123 Dimare è un asteroide della fascia principale. Scoperto nel 2002, presenta un'orbita caratterizzata da un semiasse maggiore pari a 2,3918381 UA e da un'eccentricità di 0,1138123, inclinata di 6,31642° rispetto all'eclittica.
L'asteroide è dedicato all'astronoma italiana Linda Dimare.